# Torrente, el brazo tonto de la ley
Torrente, el brazo tonto de la ley is een Spaanse film uit 1998, geschreven en geregisseerd door Santiago Segura. 

## Verhaal
De film volgt het verhaal van de egoïstische voormalig agent José Luis Torrente. Wanneer Torrente nieuwe buren krijgt, voelt hij zich direct aangetrokken tot het jonge nichtje van de buren. Om haar te leren kennen, raakt hij bevriend met haar neef Rafi door hem mee te nemen tijdens zijn patrouilles door de buurt. Tijdens een van deze nachtelijke rondes, vermoedt Torrente dat er criminele activiteiten plaatsvinden in een Chinees restaurant. Torrente besluit op onderzoek uit te gaan om zijn vroegere positie binnen de politie terug te winnen.

## Rolverdeling
| Acteur              | Personage          |
| ------------------- | ------------------ |
| Santiago Segura     | José Luis Torrente |
| Javier Cámara       | Rafi               |
| Neus Asensi         | Amparito           |
| Chus Lampreave      | Reme               |
| Tony Leblanc        | Padre              |
| Julio Sanjuán       | Malaguita          |
| Jimmy Barnatán      | Toneti             |
| Darío Paso          | Bombilla           |
| Carlos Perea        | Carlitos           |
| Manuel Manquiña     | El Francés         |
| Espartaco Santoni   | Mendoza            |
| Antonio de la Torre | Rodrigo            |
| Javier Jurdao       | Israel             |
| Carlos Bardem       | Cayetano           |
| César Vea           | Borja              |

## Ontvangst

### Prijzen en nominaties
Een selectie:
| Jaar | Evenement                      | Categorie                  | Genomineerde    | Resultaat   |
| ---- | ------------------------------ | -------------------------- | --------------- | ----------- |
| 1999 | Premios Goya (13de uitreiking) | Beste mannelijke bijrol    | Tony Leblanc    | Gewonnen    |
| 1999 | Premios Goya (13de uitreiking) | Beste debuterend acteur    | Javier Cámara   | Genomineerd |
| 1999 | Premios Goya (13de uitreiking) | Beste debuterend regisseur | Santiago Segura | Gewonnen    |